# キリンカップサッカー2008
キリンカップサッカー2008は、第29回目のキリンカップサッカーである。2008年（平成20年）5月22日から5月27日にかけて開催され、日本、パラグアイ、コートジボワールが参加した。

## 結果
| 2008年5月22日 19:02 |

| コートジボワール | 1 - 1    | パラグアイ  |
| トラオレ 74分    | レポート | ボガド 78分 |

| ニッパツ三ツ沢球技場（横浜） 観客数: 5,197人 主審: 松村和彦 |

| 2008年5月24日 19:21 |

| 日本          | 1 - 0    | コートジボワール |
| 玉田圭司 21分 | レポート |                  |

| 豊田スタジアム（豊田） 観客数: 40,710人 主審: ブルノ・ドゥアルテ |

| 2008年5月27日 19:20 |

| 日本 | 0 - 0    | パラグアイ |
|      | レポート |            |

| 埼玉スタジアム2002（さいたま） 観客数: 27,998人 主審: パウロ・コスタ |

## 順位
| 順 | チーム           | 試 | 勝 | 分 | 敗 | 得 | 失 | 差 | 点 |
| -- | ---------------- | -- | -- | -- | -- | -- | -- | -- | -- |
| 1  | 日本             | 2  | 1  | 1  | 0  | 1  | 0  | +1 | 4  |
| 2  | パラグアイ       | 2  | 0  | 2  | 0  | 1  | 1  | 0  | 2  |
| 3  | コートジボワール | 2  | 0  | 1  | 1  | 1  | 2  | −1 | 1  |

## 優勝チーム
| キリンカップサッカー2008優勝 |
| ---------------------------- |
| · 日本 · 9回目               |